# Симо Дрљача
Симо Дрљача (Ивањска, 6. август 1947 — Приједор, 10. јул 1997) био је српски ратни командир полиције у Приједору и члан кризног штаба за одбрану Приједора.

## Биографија
Рођен је 1947. у Ивањској. Завршио је Правни факултет у Сарајеву. До почетка рата радио је у Приједорском средњошколском центру. Од 1992. године води низ одговорних послова у Министарству унутрашњих послова Републике Српске. Био је начелник Станице јавне безбиједности у Приједору. Након потписивања Дејтонског споразума Симо Драљача се нашао на тајној листи СФОР-а за хапшење. На дан 10. јула 1997. у околини Приједора док је био на пецању, припадници британског контингента СФОР-а су га убили. Симо Дрљача је био прва особа из Републике Српске кога су у мирнодопском раздобљу убили припадници СФОР-а. Познато је да је Дрљача командовао приједорском полицијом за вријеме акције у Козарцу, за вријеме борби између српских и утврђених муслиманских снага. Чињеница је да је у зони његове одговорности био логор за ратне заробљенике Омарска, чији су снимци још почетком рата обишли свијет. Он је био кључни свједок свега онога што се у приједорској општини дешавало 1992. године, када је промијењена њена етничка слика, па је, са становишта расвјетљавања ратних догађаја био потребнији као свједок.